# 喜史川大私
喜史川 大私（よしかわ たいし、1988年11月15日 - ）は、日本の俳優である。

## 出演
ドラマ
- 闇金ウシジマくん外伝 闇金サイハラさん 2022

舞台
- 『ヒプノシスマイク-Division Rap Battle-』Rule the Stage -New Encounter-[1] 天谷奴零 役（品川プリンスホテル ステラボール、COOL JAPAN PARK OSAKA WWホール）
- 『ヒプノシスマイク-Division Rap Battle-』Rule the Stage -Grateful Cypher-天谷奴零 役(TOKYO DOME CITY HALL)
- 『ヒプノシスマイク -Division Rap Battle-』Rule the Stage《MAD TRIGGER CREW & どついたれ本舗 feat. 道頓堀ダイバーズ》（2025年4月18日 - 20日、COOL JAPAN PARK OSAKA WWホール / 5月1日 - 11日、品川プリンスホテル ステラボール） - 天谷奴零 役[2]
- 『ヒプノシスマイク -Division Rap Battle-』Rule the Stage《Division Jam Tour》vol.3（2026年7月 - 8月〈予定〉） - 天谷奴零 役[3]

イベント
- ネルケプランニング30th ANNIVERSARY『ネルフェス2024』[4](日本武道館)
- 中塚皓平『Special talk event2024』<1部スペシャルゲスト>喜史川大私（2024年12月18日　GOTANDA G＋）
- 『ヒプノシスマイク -Division Rap Battle-』Rule the Stage《Hypnosis Delight Fes.》（2025年10月25日・26日〈予定〉、Kanadevia Hall） - 天谷奴零 役[5]